# Абиссинская сизоворонка
Абиссинская сизоворонка (лат. Coracias abyssinicus) — вид птиц из семейства сизоворонковых (Coraciidae). Подвидов не выделяют.
Вид распространён в Африке южнее Сахары (регион, известный под названием Сахель) и на западе Аравийского полуострова. Залётные птицы наблюдались в Северной Африке и на Канарах.
Птица длиной 28—31 см, массой 100—140 г. Голова, шея, грудь, брюхо и часть крыльев синего цвета. От клюва через глаз проходит чёрная полоса. Лоб и подбородок светлее. Спина и часть крыльев коричневого цвета. На хвосте есть два длинных рулевых пера чёрного цвета.
Вид обитает в сухих саваннах. Держится в одиночку, парами или стаями до 20 птиц. Охотится на насекомых и мелких позвоночных. Сезон размножения длится с февраля по июль. Гнездо обустраивает в дуплах деревьев, термитниках, заброшенных домах. В кладке 2—6 яиц.